# Maxine Hong Kingston
Maxine Hong Kingston   (Stockton, 27 d'octubre de 1940) és una novel·lista estatunidenca. És professora emèrita a la Universitat de Califòrnia a Berkeley, on es va llicenciar en anglès el 1962. Kingston ha escrit tres novel·les i diverses obres de no-ficció sobre les experiències dels xinesos americans.
Kingston ha contribuït al moviment feminista amb obres com les seves memòries The Woman Warrior, que discuteixen gènere i ètnia i com aquests conceptes afecten la vida de les dones. Ha rebut diversos premis per les seves contribucions a la literatura xinesa americana, inclòs el National Book Award de no-ficció el 1981 per China Men.
Kingston ha rebut crítiques importants per reforçar els estereotips racistes en la seva obra i per ficcionar històries tradicionals xineses per tal d'atreure les percepcions occidentals sobre els xinesos. També ha obtingut crítiques de dones erudites asiàtiques per la seva "exageració excessiva de l'opressió femenina asiàtica americana".

## Obra publicada
- No Name Woman (assaig), 1975
- The Woman Warrior: Memoirs of a Girlhood among Ghosts, 1976
- China Men, Knopf, 1980
- Hawai'i One Summer, 1987
- Through the Black Curtain, 1987
- Tripmaster Monkey: His Fake Book, 1989
- To Be the Poet, 2002
- The Fifth Book of Peace, 2003
- Veterans of War, Veterans of Peace, 2006
- I Love a Broad Margin to My Life, 2011